# Sam Bass

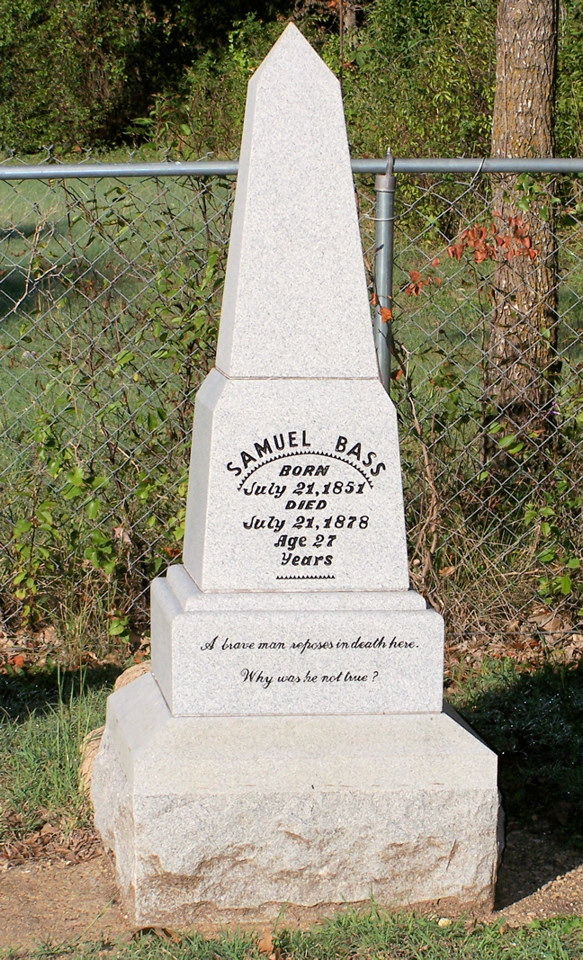
Sam Bass gravsten i Round Rock, Texas.

Sam Bass, född 21 juli 1851, död 21 juli 1878, amerikansk tågrånare och western-ikon.
Bass föddes i Indiana och blev föräldralös vid 13 års ålder. Med några av sina nio syskon kom han för att bo hos sin morbror Dave Sheeks. Morbrodern var en hård arbetsgivare, och Sam rymde ifrån honom vid 18 års ålder. Han flackade omkring tills han hamnade i Denton i Texas.  Där jobbade han som biträde hos sheriffen men han var begiven på hästkapplöpningar och vadslagning. Sheriffen sade upp honom 1875 och Sam började tävla i kappritt istället. 
När han hade vunnit över alla hästarna i Denton i kapplöpningar, fortsatte han till indianterritoriet för fortsätta tävla. Där träffade han på Joel Collins och slog sig på större affärer. 1876 dök de upp i Black Hills med en smärre förmögenhet. Farmare hade anförtrott dem att sälja deras ungtjurar i Kansas och de var på väg hem från affären. Joel Collins tyckte de kunde fortsätta till Deadwood för att försöka föröka summan, så de skulle ha lite egna pengar när de kom hem. Istället blev de renrakade i Deadwood. En spelare från Virginia City, Jack Davis, som hade plundrat ett tåg i Nevada kom med ett uppslaget att råna en diligens. Diligensen stannade dock inte, fastän kusken blev skjuten. Den som sköt det dödande skottet fördrevs från ligan, för Collins ville inte ha någon skottlossning. De följande diligensrånen blev inte så lönsamma, så idén om tågrån kom upp.
1877 rånade Sam tillsammans med Joel Collins, Jim Berry, Tom Nixon, Bill Heffridge, och Jack Davis ett tåg på järnvägen Union Pacific. Ligan överlevde inte sin första och enda kupp. Joel Collins och Bill Heffridge stötte ihop med en sheriff och blev skjutna. Jim Berry blev skjuten i Mexiko, Missouri.  Tom Nixon som hade ridit med Jim försvann.
Återkommen till Denton samlade Sam ihop Henry Underwood och Frank Jackson och slog läger vid Cove Hollow. Det var ett utmärkt gömställe.
För att inte bli uttråkade red de norrut då och då och rånade diligenser eller en bank. Ibland tog de andra banditer från Denver till hjälp. Sam var inte så lyckosam vid sina rån. Ibland kom han inte över mer än en klocka och några dollar. Hans näst största byte var när han och Frank Jackson, Seaborn Barnes och Tom Spotswood år 1878 rånade ett tåg på linjen Houston & Texas Express vid stationen Allen De kom över 1280 dollar. 
Massor av jordbrukare i Texas, järnvägsdetektiver, män från Pinkertons detektivbyrå och folk från sheriff-väsendet letade efter honom, men i trakten av Denton var ingen speciellt intresserad av att söka efter honom.
Slutet kom för Sam Bass när Jim, Bob Murphy och deras far fångades in. Jim Murphy som hade pressats till att sluta sig till banditerna, förrådde Sam. Han slöt sig till ligan i Cove Hollow och när han fick reda på deras planer att råna banken i Round Rock, smög han iväg och telegraferade.
Seaborn Barnes stupade i en gränd medan Sam kom undan med hjälp av Frank Jackson, dock svårt sårad.  Samma kväll kom en bonde in till staden och sa att Sam Bass låg döende utanför hans stuga. De som jagande Bass kom och arresterade honom. Han hade ett allvarligt kroppsår och högra handen var söndertrasad. Bass hade förlorat så mycket blod att läkaren förklarade att han inte kunde leva länge. Man förhandlade med Sam om att han skulle uppge namnen på de kumpaner som varit med honom på hans rån, men han vägrade. Han dog samma dag som han fyllde 27.
Liksom många andra brottslingar från samma tid i den amerikanska västern blev Bass en figur som fastnade i folks medvetande, och det spreds historier och sånger som handlade om honom. Såsom vanligt var beskrevs han ibland som en hänsynslös desperado, ibland som en Robin Hood-lik figur vars missgärningar inte riktade sig mot fattiga utan enbart mot de besuttna.